# Falmouth (Virginia)
Falmouth es un lugar designado por el censo en el  condado de Stafford, Virginia  (Estados Unidos). Según el censo de 2010 tenía una población de 4.274 habitantes.

## Demografía
Según el censo del 2000, Falmouth tenía 3.624 habitantes, 1.323 viviendas, y 997 familias. La densidad de población era de 445,6 habitantes por km².
De las 1.323 viviendas en un 35,1%  vivían niños de menos de 18 años, en un 58,5%  vivían parejas casadas, en un 11,9% mujeres solteras, y en un 24,6% no eran unidades familiares. En el 18,9% de las viviendas  vivían personas solas el 6,7% de las cuales correspondía a personas de 65 años o más que vivían solas. El número medio de personas viviendo en cada vivienda era de 2,68 y el número medio de personas que vivían en cada familia era de 3,03.
Por edades la población se repartía de la siguiente manera: un 26,2% tenía menos de 18 años, un 7,3% entre 18 y 24, un 27,6% entre 25 y 44, un 25,6% de 45 a 60 y un 13,3% 65 años o más.
La edad media era de 38 años.  Por cada 100 mujeres de 18 o más años  había 89,3 hombres.
La renta media por vivienda era de 57.697$ y la renta media por familia de 66.989$. Los hombres tenían una renta media de 39.280$ mientras que las mujeres 31.202$. La renta per cápita de la población era de 25.544$. En torno al 5,9% de las familias y el 7,3% de la población estaban por debajo del umbral de pobreza.

## Localidades adyacentes
El siguiente diagrama muestra a las localidades más próximas a Falmouth.